# John Hansen (skådespelare)
John Nancy Hansen är en amerikansk skådespelare, röstskådespelare och producent. Hansen har givit rösten till Mr. Slave i den animerade TV-serien South Park.